# Centrismo radical
Centrismo radical (também chamado de centro radical ou meio radical) é um conceito que surgiu em nações ocidentais no final do século XX. Inicialmente, seu significado era amplo e impreciso, mas, no início do século XXI, vários textos de cientistas políticos contribuíram para esclarecer a sua definição.
O radical no termo refere-se à uma vontade por parte da maioria dos centristas radicais de promover uma reforma fundamental das instituições, não extremismo. O centrismo refere-se a uma crença que soluções genuínas exigem realismo e pragmatismo, não apenas idealismo e emoção.
Um texto centrista radical define o centrismo radical como "idealismo sem ilusões", uma frase originária de John F. Kennedy. Os centristas radicais emprestam ideias da esquerda e da direita política, muitas vezes fundindo-as. Muitos apoiam soluções baseadas na economia de mercado para problemas sociais, com forte supervisão governamental do interesse público. Há apoio para um maior envolvimento global e para o crescimento de uma classe média capacitada em países em desenvolvimento.
Entre exemplos de figuras e partidos considerados centristas radicais estão o primeiro-ministro armênio Nikol Pashinyan, o advogado e ativista aborígene australiano Noel Pearson, bem como o australiano Partido da Fusão, o ex-primeiro-ministro canadiano Pierre Trudeau e seu Partido Liberal, o economista chileno Andrés Velasco, o Partido do Centro finlandês e seus membros Juha Sipilä, Matti Vanhanen, Urho Kekkonen, o presidente francês Emmanuel Macron e seu partido Renascimento, o partido alemão Os Verdes, o político e ex-primeiro-ministro israelense Yair Lapid e seu partido Yesh Atid, o partidário democrata-cristão italiano Aldo Moro, o partido neerlandês D66, o neozelandês Partido das Oportunidades, o político espanhol Albert Rivera e o partido Cidadãos, e, nos EUA, a organização No Labels e o Partido Avante.
No Brasil, a expressão radical de centro foi utilizada pelo senador Antonio Anastasia em uma de suas colunas de opinião na Folha de S.Paulo, com objetivo de definir a necessidade da adoção de posturas políticas moderadas e não extremistas no país. Para fundamentar sua asserção, o político invocou o ditado romano In medio virtus (literalmente: 'A virtude encontra-se ao centro'), citando exemplos históricos de países que abandonaram o extremismo político e conseguiram alcançar o desenvolvimento socioeconômico.
Uma crítica comum ao centrismo radical é que as suas políticas são apenas marginalmente diferentes das políticas centristas convencionais. Alguns observadores vêem o centrismo radical como principalmente um processo de catalisação do diálogo e do pensamento ainda fresco entre pessoas e grupos polarizados.

## Influenciadores e percursores
Algumas influências na filosofia centrista radical não são diretamente políticas. Robert C. Solomon, um filósofo com interesses centristas radicais, identifica uma série de conceitos filosóficos que apoiam o equilíbrio, a reconciliação ou a síntese, inclusive o conceito de Confúcio de ren, ou o conceito de Aristóteles de meio-termo, o humanismo de Erasmo de Roterdão e Michel de Montaigne, a visão evolutiva da história de Giambattista Vico, o pragmatismo de William James e John Dewey, e a integração dos opostos de Aurobindo Ghose.
No entanto, as influências e precursores mais comumente citados são da esfera política. Por exemplo, político britânico centrista radical Nick Clegg considera-se herdeiro do teórico político John Stuart Mill, do ex-primeiro-ministro Liberal David Lloyd George, do economista John Maynard Keynes, do reformador social William Beveridge e ex-líder do Partido Liberal Jo Grimond. O movimento por imposto único e subsequente movimento georgista, iniciado pelo jornalista e teórico político do século XIX Henry George com seu trabalho marcante Progresso e Pobreza, há muito que atrai pensadores e ativistas de todos os lados do espectro político. Em seu livro Independent Nation (2004), John Avlon discute os precursores do centrismo político dos EUA no século XXI, incluindo o presidente Theodore Roosevelt, o juiz da Suprema Corte Earl Warren, o senador Daniel Patrick Moynihan, a senadora Margaret Chase Smith e o senador Edward Brooke. O escritor centrista radical Mark Satin aponta influências políticas de fora da arena eleitoral, incluindo o pensador comunitarista Amitai Etzioni, o editor de revistas Charles Peters, o teórico de gestão Peter Drucker, a teórica de planejamento urbano Jane Jacobs e os futuristas Heidi e Alvin Toffler. Stain chama Benjamim Franklin o Pai Fundador favorito do meio radical desde que ele era "extraordinariamente prático", "extraordinariamente criativo" e conseguiu "fazer com que as facções em guerra e os egos feridos transcendessem suas diferenças".

## Fundamentos no final do século XX

### Definições iniciais
Segundo o jornalista William Safire, o termo "meio radical" foi cunhado por Renata Adler, uma redatora da equipe do The New Yorker. Na introdução de sua segunda coleção de ensaios, Toward a Radical Middle (1969), ela apresentou o conceito como um radicalismo de cura. Adler disse que rejeitou a postura violenta e retórica da década de 1960 em favor de tais valores "piegas" como "razão, decência, prosperidade, dignidade e contato humano". Ela pediu a "reconciliação" da classe trabalhadora branca com os afro-estadunidenses.
Na década de 1970, o sociólogo Donald I. Warren descreveu o centro radical como consistindo daqueles "radicais americanos do meio" que suspeitavam do Estado grande, da mídia nacional e dos acadêmicos, bem como de pessoas ricas e corporações predatórias. Embora possam votar em partidários democratas ou partidários republicanos, ou em populistas como George Wallace, sentiam-se politicamente sem abrigo e procuravam líderes que abordassem as suas preocupações.
Nas décadas de 1980 e 1990, diversos autores contribuíram com seus entendimentos para o conceito de centro radical. Por exemplo, a futurista Marilyn Ferguson adicionou uma dimensão holística ao conceito quando disse: "[O] centro radical ... não é neutro, nem intermediário, mas uma vista de todo o caminho". O sociólogo Alan Wolfe localizou a parte criativa do espectro político no centro: "Os extremos da direita e da esquerda sabem onde estão, enquanto o centro fornece o que é original e inesperado". O teórico afro-estadunidense Stanley Crouch incomodou muitos pensadores políticos quando se declarou um "pragmático radical". Crouch explicou: "Afirmo tudo o que penso que tem mais chances de funcionar, de ser ao mesmo tempo inspirador e não sentimental, de raciocinar entre as categorias de falsa divisão e além do chamariz da raça".

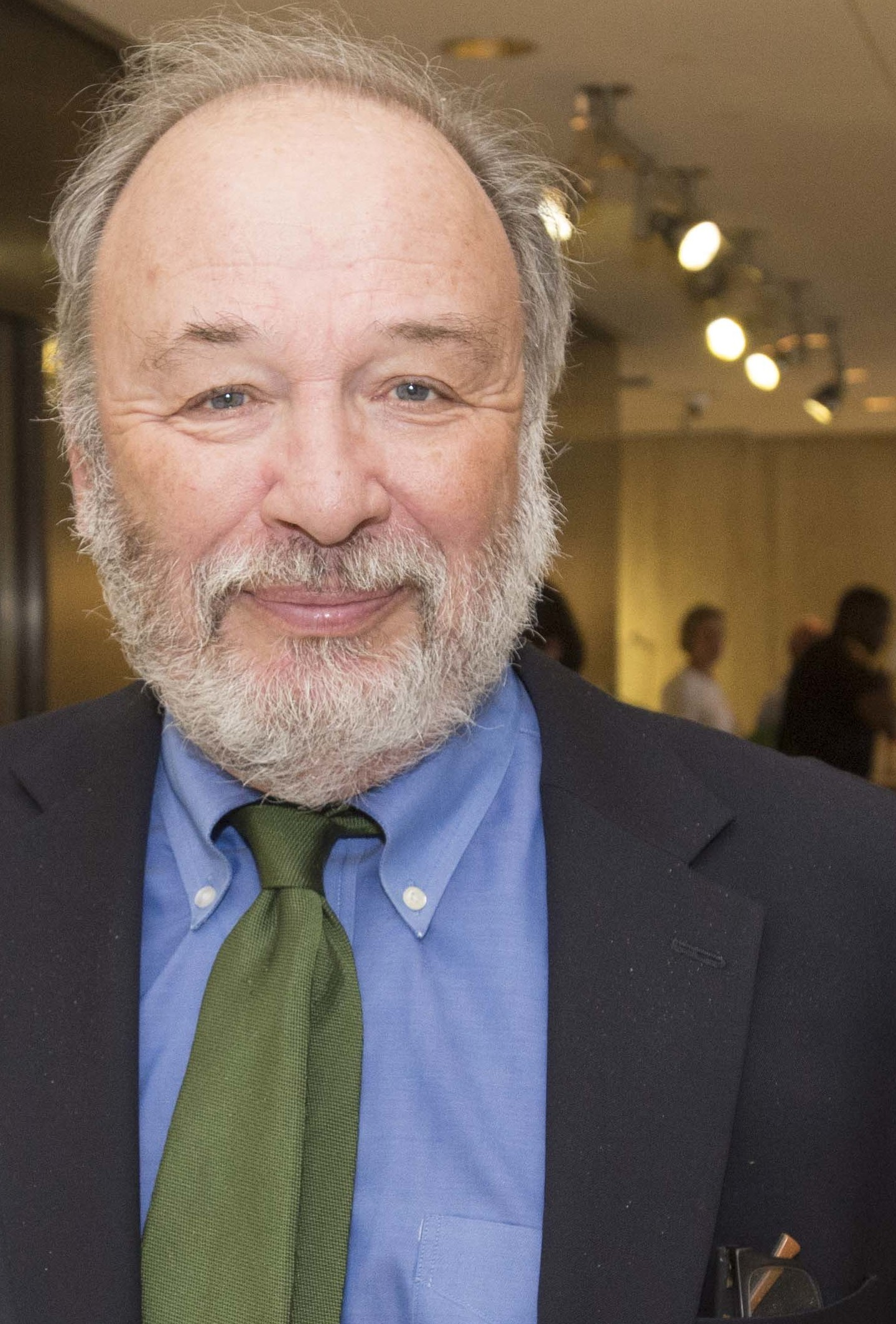
Joe Klein, que escreveu a matéria de capa da Newsweek "Stalking the Radical Middle".

Em 1995, em sua influente matéria de capa para o Newsweek "Stalking the Radical Middle", o jornalista Joe Klein descreveu os centristas radicais como mais irritados e frustrados do que os partidários democratas e republicanos convencionais. Klein disse que eles compartilham quatro grandes objetivos: eliminar o dinheiro da política, equilibrar o orçamento, restaurar a civilidade e descobrir como administrar melhor o governo. Ele também disse que suas preocupações estavam alimentando "o que está se tornando um movimento intelectual significativo, nada menos do que uma tentativa de substituir as noções tradicionais de liberalismo e conservadorismo".

### Relações com a Terceira Via
Em 1998, sociólogo britânico Anthony Giddens afirmou que o centro radical é sinônimo da Terceira Via. Para Giddens, conselheiro do ex-primeiro-ministro britânico Tony Blair e para muitos outros atores políticos europeus, a Terceira Via é uma forma reconstituída de social-democracia.
Alguns pensadores centristas radicais não equiparam o centrismo radical à Terceira Via. Na Grã-Bretanha, muitos não se consideram sociais-democratas. Mais proeminentemente, o político britânico centrista radical Nick Clegg deixou claro que não se considera herdeiro de Tony Blair, e Richard Reeves, conselheiro de longa data de Clegg, rejeita enfaticamente a social-democracia.
Nos EUA, a situação é diferente porque o termo Terceira Via foi adotado pelo Conselho de Liderança Democrata e outros partidários democratas moderados. No entanto, a maioria dos centristas radicais dos EUA também evita o termo. A introdução de Ted Halstead e Michael Lind à política centrista radical não menciona isso e Lind posteriormente acusou os partidários democratas moderados organizados de se aliarem à centro-direita e Wall Street. Os centristas radicais expressaram consternação com o que consideram uma "divisão da diferença", "triangulação" e outras supostas práticas do que alguns deles chamam de "o meio mole".

## Visão geral no século XXI

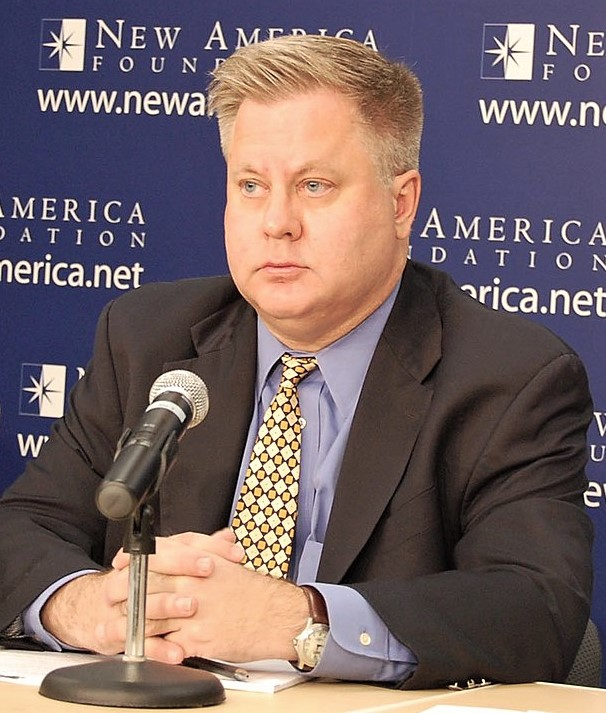
Michael Lind, co-autor de The Radical Center: The Future of American Politics.

Os primeiros anos do século XXI viram a publicação de quatro introduções à política centrista radical: Ted Halstead e Michael Lind com The Radical Center (2001), Matthew Miller com The Two Percent Solution (2003), John Avlon com Independent Nation (2004) e Mark Satin com The Radical Middle (2004). Esses livros tentaram levar o conceito de centrismo radical para além do estágio de "gestos cautelosos" e observação jornalística, e defini-lo como uma filosofia política.
Os autores vieram de diversas origens políticas: Avlon tinha sido um redator de discursos para o prefeito partidário republicano de Nova Iorque Rudy Giuliani; Miller foi consultor de negócios antes de servir como presidente no escritório de orçamento de Bill Clinton; Lind foi um expoente do "nacional-liberalismo" no estilo de Harry Truman; Halstead dirigiu um think tank Redefining Progress; e Satin co-elaborou a declaração política fundamental do Partido Verde dos EUA, Ten Key Values. No entanto, há um vínculo geracional: todos esses autores tinham entre 31 e 41 anos quando seus livros foram publicados (exceto Satin, que estava perto dos 60 anos).
Embora os quatro livros não falem a uma só voz, entre eles expressam suposições, análises, políticas e estratégias que ajudaram a definir os parâmetros para o centrismo radical como uma filosofia política do século XXI:

### Pressupostos
- Os nossos problemas não podem ser resolvidos girando os mostradores; são necessárias reformas substanciais em muitas áreas;[59][60]
- Resolver os nossos problemas não exigirá infusões massivas de dinheiro novo;[61][62]
- No entanto, resolver os nossos problemas exigirá recorrer às melhores ideias da esquerda e da direita, onde quer que sejam encontradas;[4][62]
- Também exigirá ideias criativas e originais – pensando fora da caixa;[63][64][65]
- Tal pensamento não pode ser divorciado do mundo como ele é, ou de entendimentos temperados da natureza humana. É necessária uma mistura de idealismo e realismo.[66] "Idealismo sem realismo é impotente", diz John Avlon. "O realismo sem idealismo é vazio".[4]

### Análise
- A América do Norte e a Europa Ocidental entraram na economia da Era da Informação, com novas possibilidades que mal estão sendo aproveitadas;[67][68]
- Nesta nova era, uma pluralidade de pessoas não é de esquerda nem conservadora, mas independente[69] e procurando avançar em uma direção mais apropriada;[70]
- No entanto, os principais partidos políticos estão empenhados em ideias desenvolvidas numa época diferente; e não estão dispostos ou são incapazes de abordar o futuro de forma realista;[71][72]
- A maioria das pessoas na Era da Informação deseja maximizar a quantidade de escolha que têm em suas vidas;[73][74]
- Além disso, as pessoas insistem que lhes seja dada uma oportunidade justa de ter sucesso no novo mundo em que estão a entrar.[74][75]

### Políticas gerais
- Um compromisso primordial com responsabilidade fiscal,[61] mesmo que isso implique teste de elegibilidade para programas sociais;[76][77]
- Um compromisso primordial com a reforma da educação pública, seja equalizando as despesas em distritos escolares,[78] oferecendo escolha escolar,[79] contratando melhores professores[80] ou capacitando os diretores e professores que já temos;[81]
- Um compromisso com soluções baseadas no mercado para saúde, energia, meio ambiente, etc., desde que as soluções sejam cuidadosamente regulamentadas pelo governo para atender o bem público.[82][83] O objetivo político, diz Matthew Miller, é "aproveitar as forças do mercado para fins públicos";[8]
- Um compromisso de proporcionar emprego a todos os que estejam dispostos a trabalhar, seja subsidiando empregos no setor privado[84] ou criando empregos no setor público;[85]
- Um compromisso baseado nas necessidades e não em ação afirmativa baseada em raça;[86][87] de forma mais geral, um compromisso com ideais neutros em termos raciais;[88]
- Um compromisso de participar em instituições e processos de governança global; e ser de assistência genuína às pessoas das nações em desenvolvimento.[9][89]

### Estratégia
- Uma nova maioria política pode ser construída, quer seja em grande parte pelos políticos independentes de Avlon,[90] as "pessoas carinhosas" de Satin,[91] os indivíduos equilibrados e pragmáticos de Miller,[62] ou a tríade de eleitores insatisfeitos, líderes empresariais esclarecidos e jovens de Halstead e Lind;[92][93]
- A liderança política nacional é importante; o ativismo local e sem fins lucrativos não é suficiente;[94][95]
- A reforma do processo político também é importante; por exemplo, a implementação de votação por ordem de colocação nas eleições e a disponibilização de anúncio eleitoral financiado pelo público na mídia;[96][97]
- Deveria ser criado um partido centrista radical, assumindo que um dos principais partidos não pode ser simplesmente conquistado por pensadores e ativistas centristas radicais;[72]
- Entretanto, candidaturas particulares de independentes, partidos maiores ou de partidos alternativos aos partidos dominantes devem ser apoiadas.[98][99]

## Criação e disseminação de ideias
Juntamente com a publicação das quatro visões gerais da política centrista radical, a primeira parte do século XXI assistiu a um aumento na criação e disseminação das ideias políticas centristas radicais.

### Think tankse mídia de massa
Vários think tanks desenvolvem ideias centristas radicais. No início dos anos 2000, esses incluíam o think tank Demos na Grã-Bretanha; o Cape York Institute for Policy and Leadership na Austrália; e o New America (anteriormente New America Foundation) nos EUA. O New America foi iniciado por autores Ted Halstead e Michael Lind, assim como outros dois, para levar ideias centristas radicais a jornalistas e investigadores políticos de Washington, DC.
Na década de 2010, novos think tanks começaram a promover ideias centristas radicais. Radix: Think Tank for the Radical Centre foi criado em Londres em 2016; seu conselho de administração inicial incluía o ex-líder do Liberais Democratas Nick Clegg. Escrevendo no The Guardian, o diretor de política do Radix David Boyle apelou a "ideias grandes e radicais" que pudessem romper tanto com o "conservadorismo gotejante" como com o "socialismo retrógrado". Em 2018, um documento político divulgado pelo então recente think tank Niskanen Center de Washington, DC, foi caracterizado como um "manifesto pelo centrismo radical" pelo escritor do portal Big Think Paul Ratner. De acordo com Ratner, o documento – assinado por alguns executivos e analistas políticos de Niskanen – é uma tentativa de "incorporar posições ideológicas rivais num caminho adiante" para os EUA.
Uma perspectiva centrista radical também pode ser encontrada nos principais periódicos. Nos EUA, por exemplo, o The Washington Monthly foi iniciado pelo pensador centrista radical Charles Peters e muitas revistas de grande circulação publicam artigos de bolsistas do New America. Os colunistas que escreveram a partir de uma perspectiva centrista radical incluem John Avlon, Thomas Friedman, Joe Klein e Matthew Miller. Os jornalistas proeminentes James Fallows e Fareed Zakaria foram identificados como centristas radicais.
Na Grã-Bretanha, a revista de notícias The Economist posiciona-se como centrista radical. Um editorial em 2012 declarou em negrito: "É necessária uma nova forma de política centrista radical para combater a desigualdade sem prejudicar o crescimento econômico". Um ensaio sobre o The Economist no ano seguinte, introduzido pelo editor, argumenta que a revista sempre "veio ... do que gostamos de chamar de centro radical".

### Livros sobre temas específicos
Muitos livros oferecem perspectivas centristas radicais e propostas políticas sobre temas como política externa, ambientalismo, alimentação e agricultura, insucesso entre minorias, mulheres e homens, burocracia e excesso de regulamentação, economia, relações internacionais, diálogo político, organização política e o que uma pessoa pode fazer.
- Em Ethical Realism (2006), o liberal britânico Anatol Lieven e conservador estadunidense John Hulsman defenderam uma política externa baseada na modéstia, nos princípios e nos vendo como os outros nos veem.
- Em Break Through (2007), os estrategistas ambientais Ted Nordhaus e Michael Shellenberger do Breakthrough Institute apelam aos ativistas para que se sintam mais confortáveis com o pragmatismo, a alta tecnologia e as aspirações à grandeza humana;
- Em Food from the Radical Center (2018), o ecologista Gary Paul Nabhan propõe políticas agrícolas destinadas a unir a esquerda e a direita, bem como a melhorar o abastecimento alimentar;
- Em Winning the Race (2005), o linguista John McWhorter diz que muitos afro-estadunidenses são afetados negativamente por um fenômeno cultural que ele chama de "alienação terapêutica";
- Em Unfinished Business (2016), Anne-Marie Slaughter do New America repensa os pressupostos feministas e apresenta novas visões de como mulheres e homens podem florescer;
- Em Try Common Sense (2019), o advogado Philip K. Howard insta o governo nacional a estabelecer metas e padrões amplos e a deixar a interpretação para aqueles mais ao solo;
- Em The Origin of Wealth (2006), Eric Beinhocker do Institute for New Economic Thinking retrata a economia como um sistema evolutivo dinâmico, mas imperfeitamente autorregulado, e sugere políticas que poderiam apoiar uma evolução socioeconômica benigna;
- Em How to Run the World (2011), estudioso Parag Khanna argumenta que a ordem mundial emergente não deve ser executada de cima para baixo, mas por uma "galáxia" de sem fins lucrativos, atores do Estado-nação, corporativos e individuais cooperando para benefício mútuo;
- Em The Righteous Mind (2012), psicólogo social Jonathan Haidt diz que só poderemos conduzir um diálogo político útil depois de reconhecermos os pontos fortes da forma de pensar dos nossos oponentes;
- Em Voice of the People (2008), o ativista conservador Lawrence Chickering e o advogado liberal James Turner tenta lançar as bases para uma base um movimento "transpartidário" pelos EUA;
- Em suas memórias Radical Middle: Confessions of an Accidental Revolutionary (2010), o jornalista sul-africano Denis Beckett tenta mostrar que uma pessoa pode fazer a diferença numa situação que muitos podem considerar desesperadora.

## Como diálogo e processo

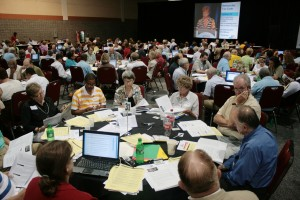
Evento da extinta organização sem fins lucrativos AmericaSpeaks em 2011.

Alguns centristas radicais, como o teórico Tom Atlee, o mediador Mark Gerzon e o ativista Joseph F. McCormick, veem o centrismo radical como principalmente um compromisso com o processo. A abordagem deles é facilitar processos de diálogo estruturado entre pessoas e grupos polarizados, do nível de bairros em diante. Um dos principais objetivos é permitir que os participantes no diálogo apresentem novas perspectivas e soluções que possam abordar os interesses fundamentais de cada parte. O autor de Onward Christian Athletes Tom Krattenmaker fala do centro radical como um espaço (metafórico) onde tal diálogo e inovação podem ocorrer. Da mesma forma, a autora de The Lipstick Proviso: Women, Sex, and Power in the Real World Karen Lehrman Bloch fala do meio radical como um "termo comum" onde a esquerda e a direita podem "nutrir uma sociedade mais sã".
Nos EUA, organizações que buscam catalisar o diálogo e a inovação entre diversas pessoas e grupos incluíram o AmericaSpeaks, o C1 World Dialogue, o Everyday Democracy, o Listening Project (da Carolina do Norte), o Living Room Conversations, o Public Conversations Project, o Search for Common Ground e o Village Square. Organizações específicas para estudantes universitários incluem o BridgeUSA e o Sustained Dialogue. A cidade de Portland, Óregon, foi caracterizada como do "meio radical" no jornal USA Today porque diz-se que muitos grupos anteriormente antagônicos conversam, aprendem e trabalham uns com os outros.

Em 2005, a revista The Atlantic retratou clérigo islâmico egípcio Ali Gomaa como a voz de uma forma emergente de islã radical – "tradicionalismo sem extremismo". Em 2012, num artigo intitulado "O Meio Radical: Construindo Pontes Entre os Mundos Muçulmano e Ocidental", Gomaa compartilhou sua abordagem ao processo do dialógico:
"O objetivo do diálogo não deve ser converter os outros, mas sim partilhar com eles os próprios princípios. O diálogo sincero deve fortalecer a própria fé e, ao mesmo tempo, quebrar barreiras. ... O diálogo é um processo de exploração e de conhecimento do outro, tanto quanto é um exemplo de esclarecimento das próprias posições. Portanto, quando alguém dialoga com os outros, o que se deseja é explorar as suas formas de pensar, de modo a corrigir equívocos nas nossas próprias mentes e chegar a um campo comum."
Em 2017, ex-jogador de futebol estadunidense e o soldado das Forças Especiais Nate Boyer sugeriu que sua postura de "meio radical" poderia ajudar a solucionar os problemas e resolver a controvérsia em torno dos protestos durante o hino nacional dos EUA nos jogos de futebol.